# Rhodafra manuelensis
Rhodafra manuelensis är en fjärilsart som beskrevs av James John Joicey och Talbot 1921. Rhodafra manuelensis ingår i släktet Rhodafra och familjen svärmare. Inga underarter finns listade.